# Барендорф
Барендорф (нім. Barendorf) — громада в Німеччині, розташована в землі Нижня Саксонія. Входить до складу району Люнебург. Складова частина об'єднання громад Остгайде.
Площа — 9,24 км2. Населення становить 2493 ос. (станом на 31 грудня 2021).